# What Were We Thinking Of
«What Were We Thinking Of» (с англ. — «О чём же мы думали») — песня, записанная американской певицей Барброй Стрейзанд для её двадцать пятого студийного альбома Till I Loved You. Она была выпущена как третий и последний сингл с альбома в феврале 1989 года. Песня была написана Антониной Армато и Скоттом Калтером, продюсером выступил Денни Дайенте. В качестве бэк-вокалиста — Дон Джонсон, с которым певица также записала предыдущий сингл «All I Ask of You».
На физических носителях «What Were We Thinking Of» распространялась с бисайдом «Why Let It Go?», которая также вошла на альбом. Критики высоко оценили песню, назвав её одной из лучших с альбома.

## Чарты
| Чарт (1989)                        | Пиковая позиция |
| ---------------------------------- | --------------- |
| США (Billboard Adult Contemporary) | 32              |